# Batuša
Batuša (izvirno srbsko Батуша) je naselje v Srbiji, ki upravno spada pod Občino Malo Crniće; slednja pa je del Braničevskega upravnega okraja.

## Demografija
V naselju, katerega izvirno (srbsko-cirilično) ime je Батуша, živi 491 polnoletnih prebivalcev, pri čemer je njihova povprečna starost 42,6 let (39,5 pri moških in 45,8 pri ženskah). Naselje ima 175 gospodinjstev, pri čemer je povprečno število članov na gospodinjstvo 3,46.
To naselje je, glede na rezultate popisa iz leta 2002, večinoma srbsko, a v času zadnjih treh popisov je opazno zmanjšanje števila prebivalcev.
|  |

| Demografija | Demografija     | Demografija     |
| Leto        | Št. prebivalcev | Št. prebivalcev |
| ----------- | --------------- | --------------- |
|             |                 |                 |
|             |                 |                 |
|             |                 |                 |
|             |                 |                 |
| 1948        | 889             |                 |
| 1953        | 935             |                 |
| 1961        | 1001            |                 |
| 1971        | 898             |                 |
| 1981        | 836             |                 |
| 1991        | 781             | 694             |
| 2002        | 720             | 606             |
|             |                 |                 |

| Etnična sestava po popisu iz leta 2002 | Etnična sestava po popisu iz leta 2002 | Etnična sestava po popisu iz leta 2002 | Etnična sestava po popisu iz leta 2002 | Etnična sestava po popisu iz leta 2002 |
| -------------------------------------- | -------------------------------------- | -------------------------------------- | -------------------------------------- | -------------------------------------- |
| Srbi                                   | Srbi                                   |                                        | 593                                    | 97,85%                                 |
| Romuni                                 | Romuni                                 |                                        | 4                                      | 0,66%                                  |
| Makedonci                              | Makedonci                              |                                        | 1                                      | 0,16%                                  |
| Neznano                                | Neznano                                |                                        | 6                                      | 0,99%                                  |